# Amazona gomezgarzai
La amazona de alas azules (Amazona gomezgarzai) es una especie discutida de ave, perteneciente al género Amazona. De ser válida se distribuiría en selvas del sudeste de México, en la península de Yucatán.

## Taxonomía
Descripción original
Este taxón fue descrito originalmente en el año 2017 por los ornitólogos Tony Silva, Antonio Guzmán, Adam D. Urantówka y Paweł Mackiewicz, basados en dos ejemplares colectados por el Dr. Miguel Ángel Gómez Garza, de quien procede el epónimo de la especie, al sur del poblado de Becanchén, en el Estado de Yucatán. Dicho investigador pertenece a Facultad de Medicina Veterinaria y Zootecnia de la Universidad Autónoma de Nuevo León (UANL).
El ejemplares holotipo (MGG01) y paratipo (MGG02) consisten en plumas de un macho y hembra adultos (respectivamente), las cuales fueron depositadas en la Colección la Laboratorio de Ornitología, perteneciente a la Facultad de Ciencias Biológicas de la UANL. Se destaca que se decidió mantener los ejemplares vivos, debido al limitado número de individuos que comprende la población de este taxón. Por lo que, al producirse su muerte natural, los cuerpos serían preservado y agrupados junto con las plumas, para de esta forma los tipos puedan estar representados de manera completa.
En dicho trabajo, se argumenta que esta especie es claramente reconocible de entre otras especies del género Amazona, siendo utilizados 11 caracteres morfométricos y etológicos (incluidas vocalizaciones atípicas) para sustentar el nuevo taxón como una especie plena, el cual pudo divergir de otras especies hace 120,000 años. Sin embargo, el árbol filogenético basado en marcadores mitocondriales arrojó que las muestras de este taxón se agrupaban con un fuerte apoyo dentro de las muestras pertenecientes a poblaciones de Amazona albifrons, por lo podría llegar constituir solo una subespecie de la misma (Amazona albifrons gomezgarzai).

#### Dudas sobre su validez y polémica
Sin embargo, un estudio realizado por investigadores del Instituto de Biología de la Universidad Nacional Autónoma de México en 2018 pone en duda la validez de esta especie. En el documento se cuestionaron varios aspectos de la especie, como lo el que ni el colector ni los autores originales realizaron un trabajo de campo previo, el empleo de fotografías y plumas como ejemplares tipos (en vez de organismos completos), su descripción se preparó sin muestras comprobables, las comparaciones morfológicas con ejemplares de colecciones científicas eran muy inadecuadas y no se mencionaron los permisos de recolección en el documento. Los caracteres taxonómicos usados no respaldan su validez y la ausencia de marcadores moleculares de ADN nuclear para corroborar los resultados, proponiéndose la hipótesis de que estos ejemplares pueden ser de origen híbrido con un fuerte aporte genético, vía materna, de Amazona albifrons.
Dicho equipo científico realizó varias excursiones a la supuesta área de colecta, donde no encontraron rastro alguno de la especie mencionada. Además se cuestionó a los pobladores de la localidad si habían avistado o poseído ejemplares similares y si tenían conocimiento de quién donó los ejemplares tipos al colector original, siendo ambas preguntas negadas por todos los entrevistados. Estas y otras más irregularidades, han llevado a pensar que los ejemplares presentados fueron producto de hibridación y cría artificial, por lo que la especie se consideraría totalmente invalida.
Cabe señalar que el autor Tony Silva fue procesado en Chicago en marzo de 1996, debido a que intento introducir ilegalmente a los Estados Unidos cientos de aves exóticas provenientes de México y Centroamérica. De igual manera, el colector original  fue acusado en 2019, junto al entonces director de Parques y Vida Silvestre de Nuevo León, por la adquisición ilegal de 6 flamingos para el Zoológico "La Pastora" utilizando una comercializadora de fauna silvestre fantasma y la sustracción de dos colmillos que pertenecieron a una elefanta de este mismo lugar.

## Características.
Es un ave de 25 cm de longitud, con un plumaje mayormente verde, en el cual destacan su frente de intenso color rojo, el que cubre hasta los sectores inferior y superior del ojo en el macho (en la hembra la zona roja es más limitada), y el azul de las plumas remeras del ala. Se distingue de Amazona albifrons y de A. xantholora (presentes también en la península de Yucatán) por no poseer una fracción blanca sobre la frente. 

## Distribución y Conservación
De ser valida, esta misma especie sería endémica de las Selvas Altas Perennifolias del centro de la Península de Yucatán, al sudeste de México.
En cuanto a su conservación, los descriptores recomendaron seguir lineamientos para discernir el estatus de conservación de los taxones estipulados por la Unión Internacional para la Conservación de la Naturaleza (IUCN) en su Lista Roja de Especies Amenazadas, sugiriendo que Amazona gomezgarzai sea clasificada como una especie en “peligro crítico de extinción” (CR), debido a su limitado rango de distribución, su escasa población y la actividad antropogénica en la localidad.